# Gacko
Pour l’article homonyme, voir Gacko (Pologne).
Gacko (en serbe cyrillique : Гацко) est une ville et une municipalité de Bosnie-Herzégovine située au sud-est de la république serbe de Bosnie, dans la région de Foča (Herzégovine-Est), à environ 50 km à l'est de Nevesinje. Selon les premiers résultats du recensement bosnien de 2013, la ville intra muros compte 5 784 habitants et la municipalité 9 734.

## Géographie

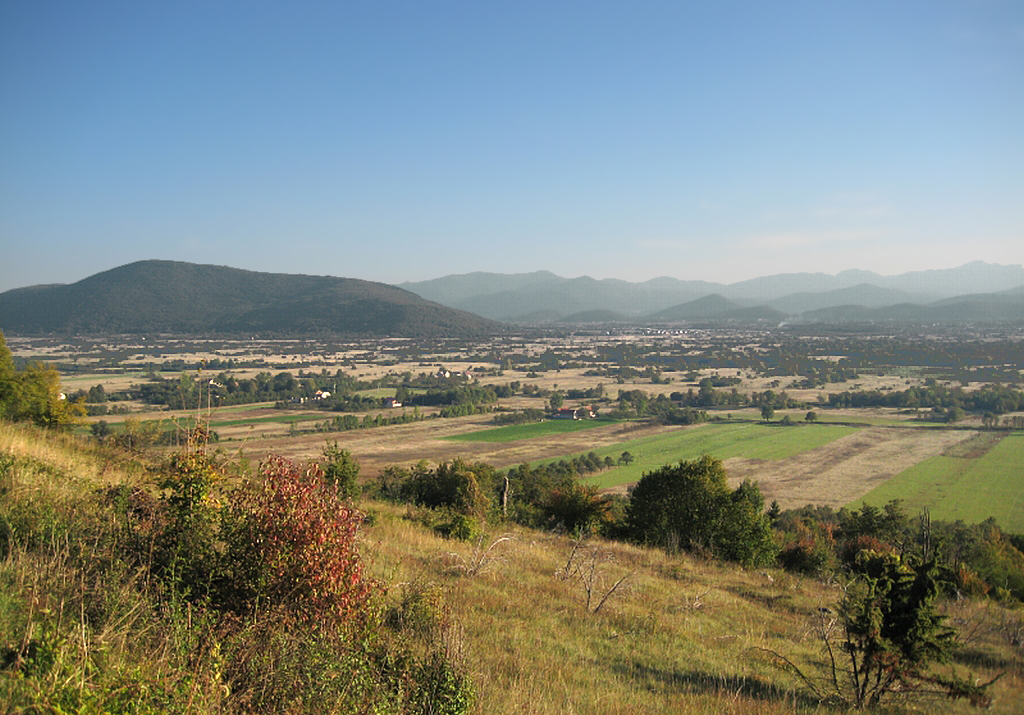
Le poljé de Gacko

La ville de Gacko, à proximité du Monténégro, est située dans les Alpes dinariques, au bord de la Trebišnjica (dont une partie débouche dans la mer Adriatique et une autre partie dans la Neretva). La municipalité éponyme couvre une superficie de 736 km2, ce qui en fait une des plus grandes municipalités de Bosnie-Herzégovine.

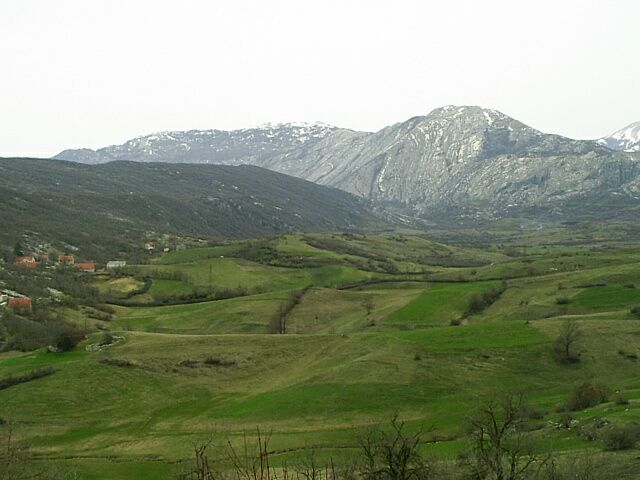
Autre vue du poljé de Gacko

## Histoire
Le 4 juin 1941, les oustachis y massacrent 170 à 180 civils serbes.

## Localités de la municipalité de Gacko

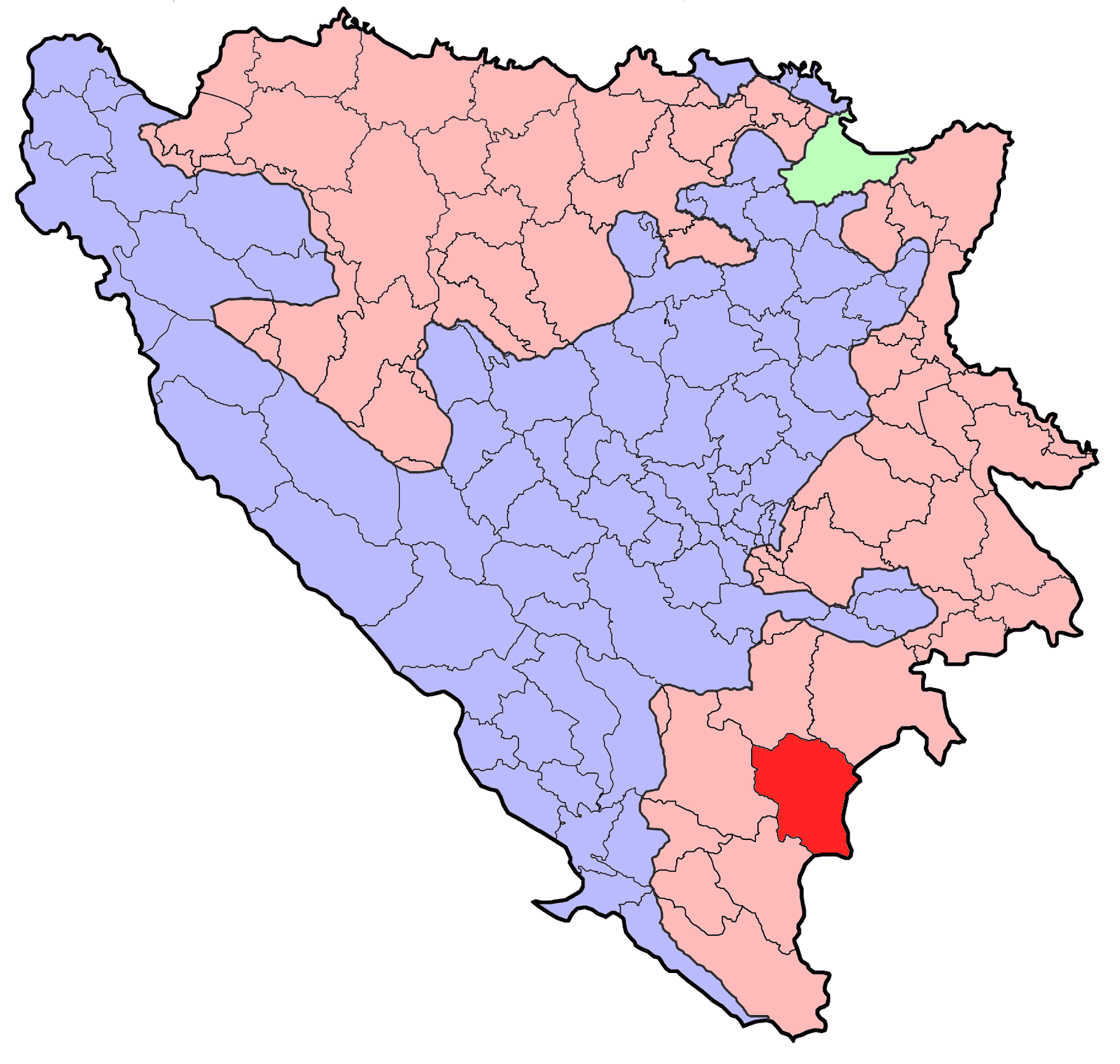
Localisation de la municipalité de Gacko en Bosnie-Herzégovine

La municipalité de Gacko compte 71 localités :
| - Avtovac - Bahori - Bašići - Berušica - Brajićevići - Branilovići - Cernica - Čemerno - Danići - Dobrelji - Domrke - Donja Bodežišta - Dramešina - Dražljevo - Drugovići | - Dubljevići - Fojnica - Gacko - Gareva - Gornja Bodežišta - Gračanica - Gradina - Hodinići - Igri - Izgori - Jabuka - Jasenik - Jugovići - Kazanci - Ključ | - Kokorina - Kravarevo - Kula - Lipnik - Lončari - Luka - Lukovice - Ljeskov Dub - Medanići - Međuljići - Mekavci - Melečići - Miholjače - Mjedenik - Mrđenovići | - Muhovići - Nadinići - Novi Dulići - Platice - Poda - Pridvorica - Pržine - Ravni - Rudo Polje - Samobor - Slivlja - Soderi - Srđevići - Stambelići - Stari Dulići | - Stepen - Stolac - Šipovica - Šumići - Ulinje - Višnjevo - Vratkovići - Vrba - Zagradci - Zurovići - Žanjevica |

## Démographie

### Villeintra muros

#### Évolution historique de la population dans la villeintra muros
| 1948  | 1953 | 1961  | 1971  | 1981  | 1991  | 2013  |
| ----- | ---- | ----- | ----- | ----- | ----- | ----- |
| 1 527 | -    | 1 368 | 1 604 | 2 602 | 4 584 | 7 228 |

|  |

### Municipalité

#### Évolution historique de la population dans la municipalité
| 1971   | 1981   | 1991   | 2014  |
| ------ | ------ | ------ | ----- |
| 12 033 | 10 279 | 10 788 | 9 734 |

#### Répartition de la population par nationalités dans la municipalité (1991)
En 1991, sur un total de 10 788 habitants, la population se répartissait de la manière suivante :

## Politique
À la suite des élections locales de 2012, les 17 sièges de l'assemblée municipale se répartissaient de la manière suivante :
| Parti                                               | Sièges |
| --------------------------------------------------- | ------ |
| Parti démocratique serbe (SDS)                      | 6      |
| Alliance des sociaux-démocrates indépendants (SNSD) | 4      |
| Parti du progrès démocratique (PDP)                 | 2      |
| Liste « Ensemble pour Gacko »                       | 1      |
| SPO                                                 | 1      |
| SzaDS                                               | 1      |
| Parti radical de la République serbe (SRS)          | 1      |
| Parti radical serbe (SRS)                           | 1      |

Milan Radmilović, membre du Parti démocratique serbe (SDS), a été élu maire de la municipalité.

## Sport
Gacko possède une équipe de football, le FK Mladost Gacko.

## Économie
La municipalité possède une centrale thermique, qui est le principal employeur du secteur. La société tchèque ČEZ a exprimé son intention d'y construire une nouvelle installation[réf. nécessaire].

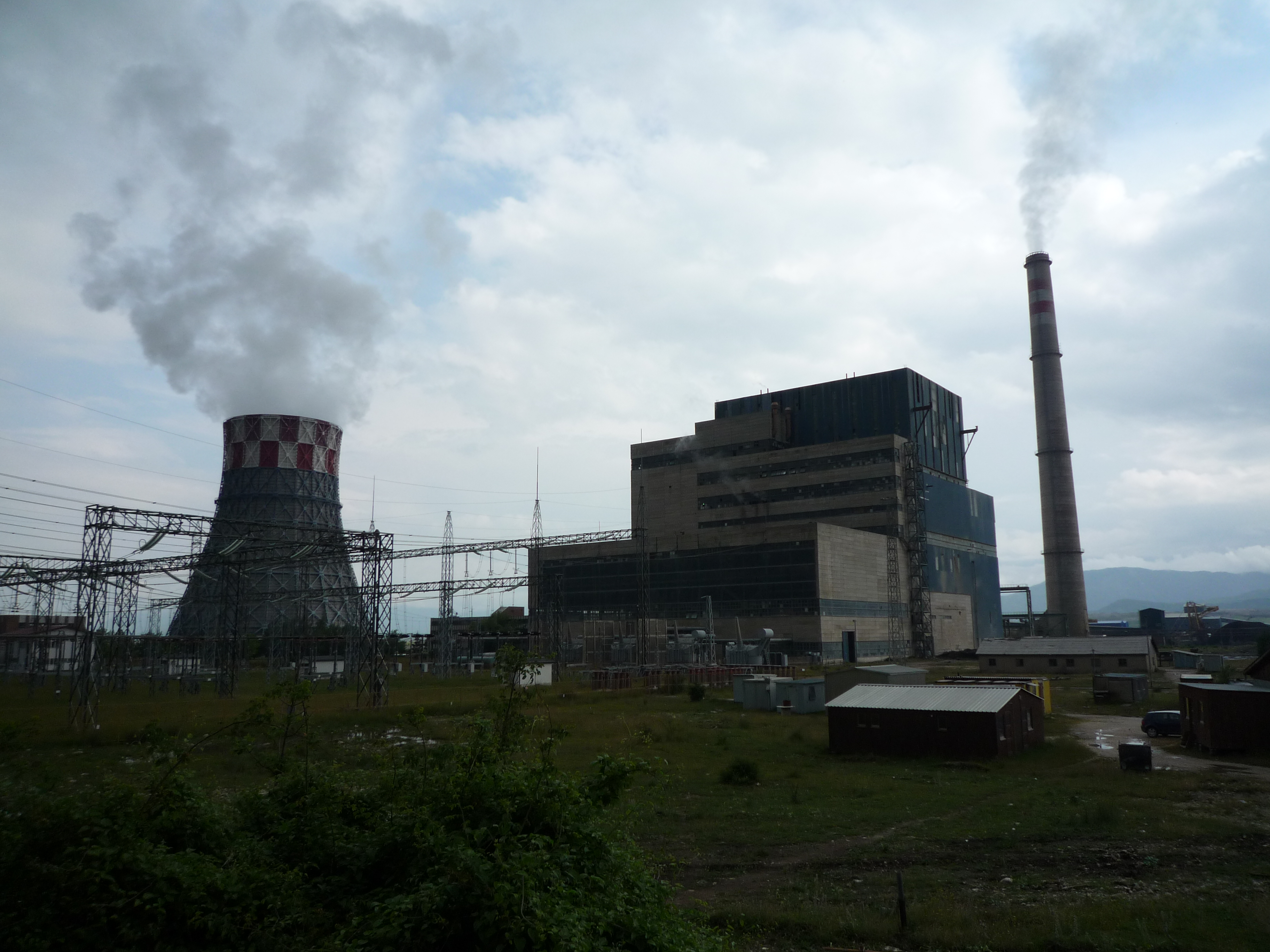
La centrale thermique de Gacko

## Personnalités
- Aleksa Buha (né en 1939), académicien, philosophe, sénateur de la République serbe
- Kosta Bjelogrlić (1903-1947), héros national yougoslave
- Vojislav Govedarica (né en 1940), acteur
- Gojko Grđić (1907-1979), économiste et statisticien
- Vasilj Grđić (1875-1934), personnalité politique et travailleur culturel
- Altoman Vojinović (XIVe siècle), voïvode de la Zeta
- Saša Starović (né en 1988), joueur de volley-ball
- Savo Skoko (1923-2013), historien
- Đoko Slijepčević (1907-1993), historien
- Pero Slijepčević (1888-1964), historien
- Milorad M. Popović (1913-1945)
- Draga Mastilović
- Stojan Kovačević (1821-1911), combattant serbe
- Vule Avdalović (né en 1981), joueur de basket-ball
- Pero Tunguz (1840-1819), combattant serbe
- Bogdan Zimonjić (1813-1909), voïvode
- Lazar Supić